# 佩蒂特市

佩蒂特市（西班牙語：Municipio Petit），是委內瑞拉的一個市，位於該國西北部法爾孔州，首府設於卡布雷，海拔高度850米，面積1,025平方公里，2001年人口12,078，人口密度為每平方公里11.78人。